# Il-20 (航空機・初代)
Il-20
- 用途：地上攻撃機
- 設計者：Sergey Kochergin
- 製造者：イリューシン設計局
- 初飛行：1948年12月5日[1]
- 生産数：1機
- 運用状況：試作のみ

イリューシン Il-20（Ilyushin Il-20）は、ソビエト連邦で開発されたイリューシン Il-10の代替となる重武装地上攻撃機の試作機である。この機はプロペラ直後のエンジン上部に置かれたコックピット、機体が水平飛行を続けながら地上の目標を掃射できるように地上で水平から23°下方向きへ調節できる機関砲といった革新的な機構を幾つか備えていた。しかし、1948年から49年にかけてのテストでIl-10よりも低速なことと未成熟なM-47エンジンが問題を起こしがちであることが分かり、量産に入ることはなかった。テストパイロットは本機のことを「猫背」（Gorbach）と呼んでいた。 

## 開発
1947年に出された性能と火力でIl-10を凌駕する航空機の要求仕様に合致するセルゲイ・イリューシンの案は重武装、単発、全金属製、低翼単葉で離昇出力3,000 hpを発生する新開発のM-47（又はMF-45ShやM-45Shの名称で知られる）液冷エンジンを搭載した機体であった。しかし、この設計の最も特徴ある部分は、ブラックバーン ブラックバーンやブラッバーン クバルーを思い起こさせるエンジン直上に置かれたコックピットであった。更にそのコックピットはパイロットの視界を最大限に確保するために4枚プロペラの直ぐ背後にあり前面ガラスはプロペラハブまで延びていることでパイロットは水平から37°下まで見通せ、これにより緩降下時には機体真下の目標を視認することができた。

イリューシン設計の地上攻撃機の伝統に則りIl-20はエンジン、潤滑系、冷却系と同様にパイロットと銃手の防御に応力負担装甲殻を使用し、装甲板の厚みは6 mmから15 mmで重量の合計は1,840 kgにもなった。キャノピー前面には厚さ100 mm、側面には65 mmの防弾ガラスを使用していた。
Il-20には幅広く様々な武装が考慮されており、これには主翼の23 mm機関砲2門と水平飛行時に地上への掃射ができるように23°下方へ向け胴体に固定装着した23 mm機関砲2門が含まれていた。この型では通常の爆弾搭載量は400 kgであったが、過荷重状態では700 kgの爆弾かRS-132ロケット弾を4発搭載することができた。別の型では45 mm機関砲1門、23 mm機関砲2門と主翼下に6発のロケット弾の使用が考えられていた。最も色々と研究されたのは主燃料タンクでコックピットと隔てられた背面後部銃手席に搭載する武装であった。この位置に装甲型Il-K8後部銃塔を設置する案があったが、この場合は胴体を延長し重心を適正位置に保つために主翼を後方に移動する必要があった。
斜めに装着される予定の胴体装備の機関砲は照準が困難だと考えられ試作機には装着されず、軽減された重量により主翼装備のShpital'nyy Sh-3 23 mm機関砲4門の弾薬を900発に増やすことができた。試作機に装備された革新的なものに地上で通常の水平から23°下方へ向けに調節できる機能があった。後部銃手は、別個に搭載された水平方向に180°、上方向に最大80°まで動かせるSh-3機関砲装備のIl-VU-11銃塔を遠隔操作した。機体下方から接近する戦闘機への対処のために10発のカセット式AG-2空中榴散弾を搭載していた。最大爆弾搭載量は1,190 kg (2,600 lb)で、主翼中央部に小型爆弾を収納する4つの爆弾倉を備えていた。主翼の爆弾架に2発の500 kg (1,100 lb) 爆弾か発射レールに4発の132 mm (5.2 in) RS-132ロケット弾を懸架することができた。
試作機は1948年11月27日に完成し、初飛行は数日後の12月4日に行われた。Il-20の最高速度は高度2,800 m (9,200 ft) で515 km/h (320 mph) がやっとで、同高度でのIl-10よりも36 km/h (22 mph) も低速であった。これはパイロットをエンジンの上に配置した結果、胴体断面が大きくなり前面投影面積が増加したことによる抗力の増加と重量過大が原因であると想定された。新しいM-47エンジンは激しい振動の問題を抱えていることが分かった。その他の問題は、空軍が武装に不満を持っていたこととコックピットがエンジンの上にあるためにエンジンの通常整備が困難なことであった。もう一つ考えられる問題は、プロペラ回転面に接近して配置されたコックピットはパイロットが脱出する場合に危険度が高まり、胴体着陸を余儀なくされた場合に曲がったプロペラ・ブレードがコックピットを強打する可能性があった。
これらの諸問題とジェット・エンジン技術の出現が重なり、Il-20の開発計画は1949年5月14日に破棄された。

## 要目
（Il-20）The Osprey Encyclopedia of Russian Aircraft from 1875 - 1995 
- 乗員：2名
- 全長：13.58 m (44 ft 6 5/8 in [8])
- 全幅：15.43 m (50 ft 7 ½ in [8])
- 全高：
- 翼面積：44.0 m² (473.66 ft²)
- 翼面荷重：223 kg/m² (45.6 lb/ft²)
- 空虚重量：7,500 kg (16,534 lb)
- 運用重量：9,500 kg (20,950 lb [8])
- 馬力重量比：0.23 kW/kg (0.14 hp/lb)
- エンジン：1 × AM-47 液冷V型12気筒、2,200 kW (3,000 hp)
- 最大速度：515 km/h (278 kn, 320 mph)
- 巡航高度：7,750 m (25,430 ft)
- 航続距離：1,680 km (908 nmi, 1044 mi)
- 上昇時間：5,000 m (16,400 ft)まで8分

- 武装（試作機）：
  - 1 * Sh-3 23 mm機関砲（Il-VU-11 銃塔）
  - 4 * Sh-3 23 mm機関砲（主翼の主脚の外側部、取り付け角度が変更可能）
  - 爆弾：1,190 kg